# Beranovec
Beranovec (německy Porenz) je vesnice, část obce Suchá v okrese Jihlava. Nachází se asi 1 km na sever od Suché. Beranovec je také název katastrálního území o rozloze 2,81 km2.

## Název
Název se vyvíjel od varianty Porez (1257), Porentz (1678), Pornitz (1718), Porenz a Beranec (1846) až k podobě Beranovec v roce 1925. Německé místní jméno mohlo vzniknout z původního české Baranov, případně ze slova poříčí.

## Historie
První písemná zmínka o obci pochází z roku 1233.
V letech 1850–1950 byla samostatnou obcí a od roku 1961 pod obec spadá pod Suchou.

## Přírodní poměry
Beranovec leží v okrese Jihlava v Kraji Vysočina. Nachází se 2 km jižně od Vílance a 2 km severně od Suché. Geomorfologicky je oblast součástí Česko-moravské subprovincie, konkrétně Křižanovské vrchoviny a jejího podcelku Brtnická vrchovina, v jehož rámci spadá pod geomorfologický okrsek Puklická pahorkatina. Průměrná nadmořská výška činí 550 metrů. Východně od obce protéká řeka Jihlávka, do které se na jihu vlévá zleva Lovecký potok, který tvoří jižní hranici katastru Beranovce. Severně od vsi se do Jihlávky zleva vlévá Loučský potok.

## Obyvatelstvo
Podle sčítání 1930 zde žilo ve 22 domech 105 obyvatel. 19 obyvatel se hlásilo k československé národnosti a 86 k německé. Žilo zde 103 římských katolíků.
| Rok            | 1869 | 1880 | 1890 | 1900 | 1910 | 1921 | 1930 | 1950 | 1961 | 1970 | 1980 | 1991 | 2001 | 2011 |
| -------------- | ---- | ---- | ---- | ---- | ---- | ---- | ---- | ---- | ---- | ---- | ---- | ---- | ---- | ---- |
| Počet obyvatel | 151  | 148  | 124  | 124  | 111  | 111  | 105  | 79   | 86   | 67   | 42   | 35   | 29   | 72   |

## Hospodářství a doprava
V obci sídlí firma RENESTAV GROUP s.r.o. Východně od Beranovce prochází evropská silnice E59 a komunikace I. třídy č. 38. Dopravní obslužnost zajišťují dopravci ICOM transport, TRADO-BUS a Radek Čech - Autobusová doprava. Autobusy jezdí ve směrech Jihlava, Dačice, Bítov, Nová Říše, Stará Říše, Zadní Vydří, Opatov, Vílanec, Loučky, Stonařov, Želetava, Budeč, Znojmo, Telč, Hrotovice a Moravské Budějovice.

## Další fotografie

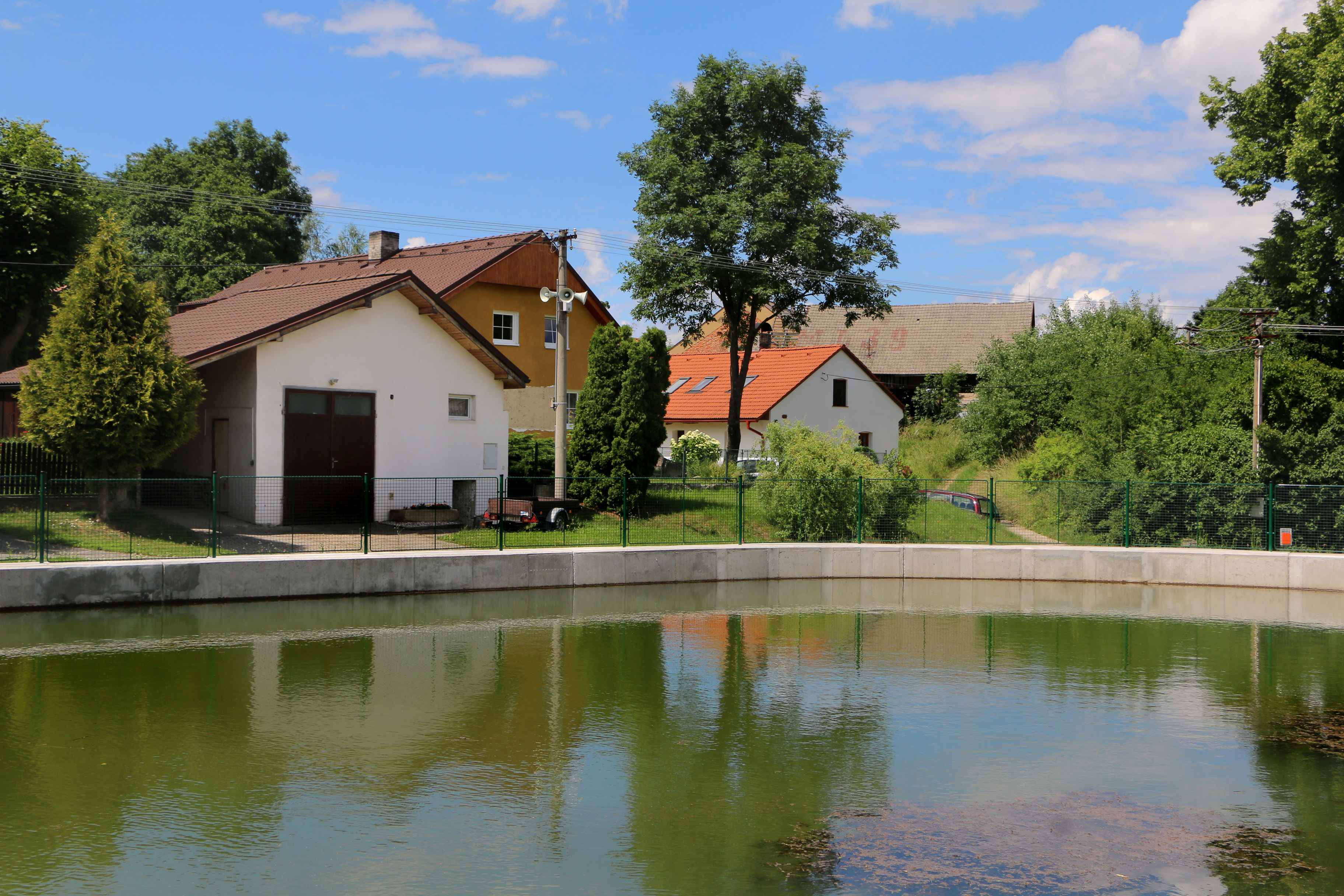
Rybník na návsi
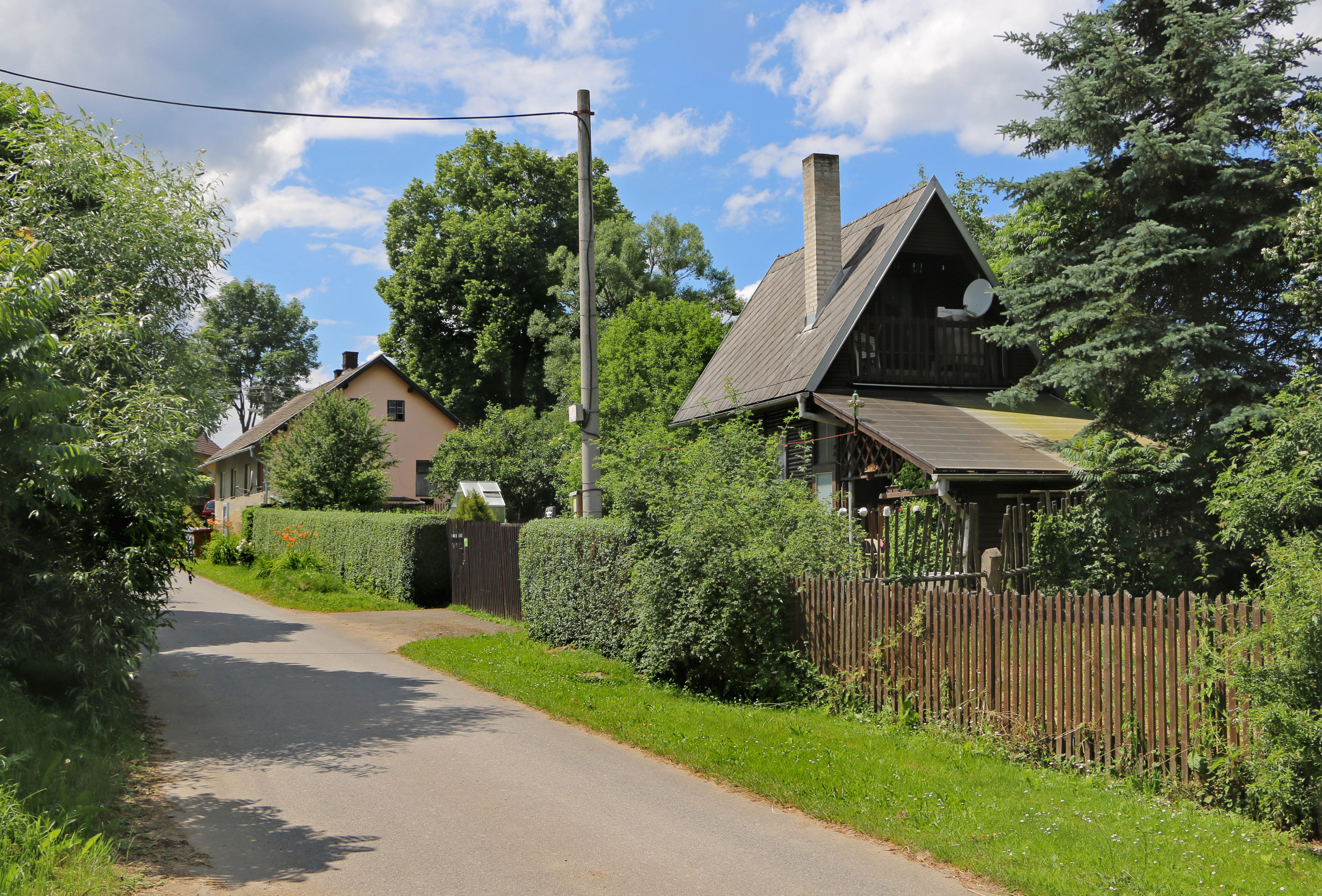
Příjezdová silnice
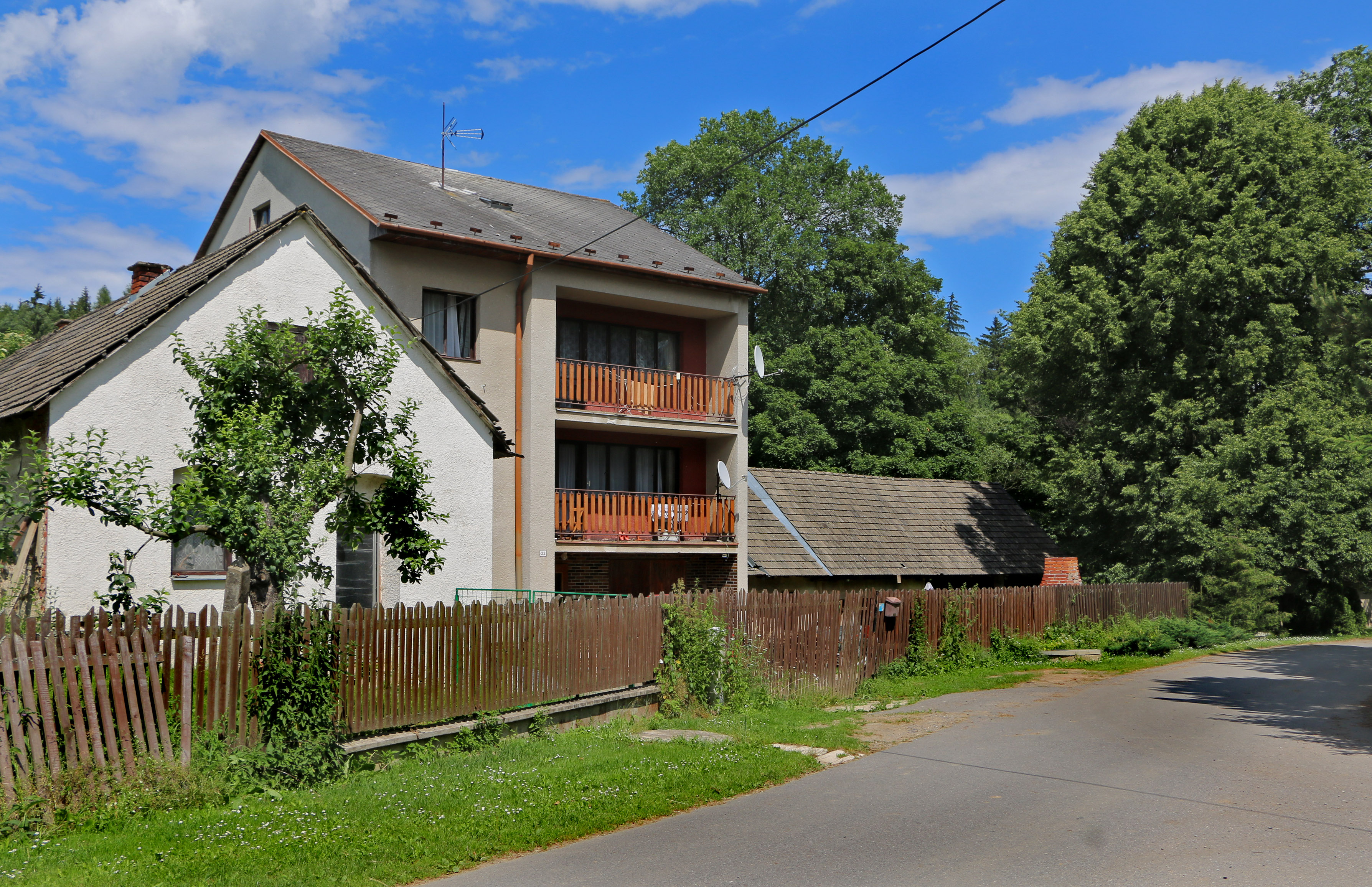
Dům čp. 22
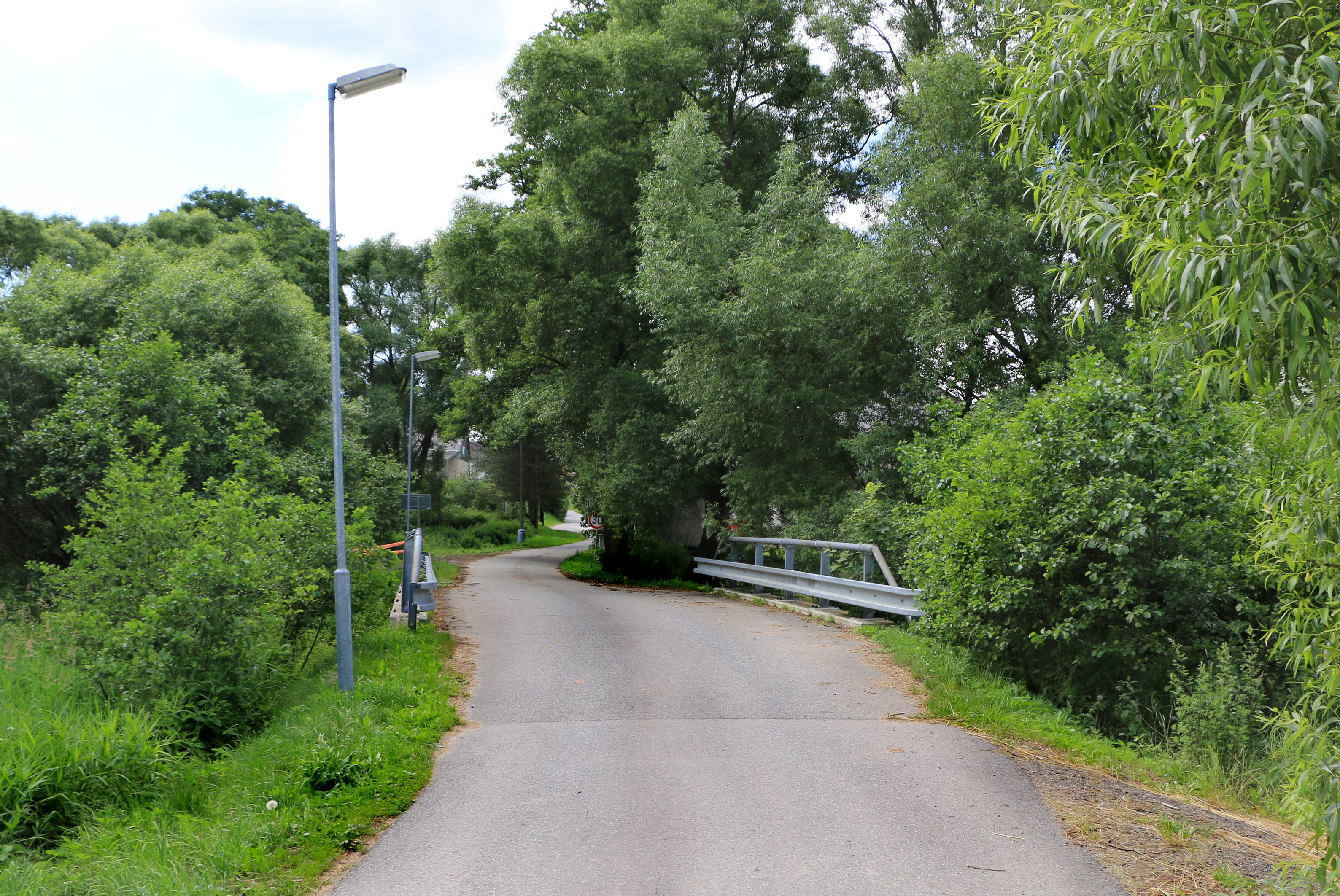
Most přes Jihlávku